# Sveriges ambassad i Beirut
Sveriges ambassad i Beirut är Sveriges diplomatiska beskickning i Libanon som är belägen i landets huvudstad Beirut. Beskickningen består av en ambassad, ett antal svenskar utsända av Utrikesdepartementet (UD) och lokalanställda. Ambassadör sedan 2021 är Ann Dismorr.

## Historia
Ambassaden i Beirut stängdes 1982 efter Israels invasion av Libanon. Den återöppnades i mars 1999. Ambassaden stängdes åter 2001 av budgetskäl och ersattes av ett honorärt generalkonsulat. Ansvaret för verksamheten i Libanon lades istället på ambassaden i Damaskus. På grund av det försämrade säkerhetsläget i Syrien under 2012 beslutade Utrikesdepartementet att tills vidare dra ned på verksamhet och personal på ambassaden i Damaskus. Den fortsatt svåra säkerhetsmässiga situationen har medfört att ambassaden inte är kontinuerligt bemannad och att delar av verksamheten bedrevs i anslutning till det honorära generalkonsulatet i Beirut. Den 14 juli 2016 beslutade regeringen att åter öppna en ambassad i Beirut. Ambassaden öppnade igen i slutet av 2017.

## Beskickningschefer
| Namn                    | Period    | Funktion          | Ackreditering |
| ----------------------- | --------- | ----------------- | --- |
| Widar Bagge             | 1947–1951 | Envoyé            | Sidoackrediterad från ambassaden i Kairo.                                                                                 |
| Gustaf Weidel           | 1951–1955 | Envoyé            | Sidoackrediterad från ambassaden i Kairo.                                                                                 |
| Brynolf Eng             | 1955–1957 | Envoyé            | Sidoackrediterad från ambassaden i Kairo.                                                                                 |
| Åke Sjölin              | 1957–1960 | Envoyé            | Sidoackrediterad till Damaskus 1957–1958. I Amman 1957–1960.                                                              |
| Gösta Brunnström        | 1960–1965 | Envoyé            | Sidoackrediterad till Riyadh, Amman och Nicosia. I Damaskus 1961–1965.                                                    |
| Claës Ivar Wollin       | 1965–1969 | Ambassadör        | Sidoackrediterad till Amman, Damaskus, Jidda och Nicosia.                                                                 |
| Åke Jonsson             | 1969–1974 | Ambassadör        | Sidoackrediterad till Amman, Damaskus och Nicosia 1969–1974, Riyadh 1969–1974 och Sanaa 1971–1974.                        |
| Jean-Jacques von Dardel | 1974–1978 | Ambassadör        | Sidoackrediterad till Damaskus och Amman.                                                                                 |
| Sten Strömholm          | 1979–1983 | Ambassadör        | Sidoackrediterad till Damaskus och Amman.                                                                                 |
| Ingemar Stjernberg      | 1983–1986 | Ambassadör        | Sidoackrediterad till Amman. Stjernberg var generalkonsul i Berlin 1987-1990 med fortsatt ansvar som ambassadör i Beirut. |
| Rolf Gauffin            | 1990–1991 | Ambassadör        | Sidoackrediterad från ambassaden i Damaskus.                                                                              |
| Stig Elvemar            | 1991–1994 | Ambassadör        | Sidoackrediterad från ambassaden i Damaskus.                                                                              |
| Jan Axel Nordlander     | 1994–1997 | Ambassadör        | Sidoackrediterad från ambassaden i Damaskus.                                                                              |
| Tommy Arwitz            | 1997–1999 | Ambassadör        | Sidoackrediterad från ambassaden i Damaskus.                                                                              |
| Sverker Åström          | 1999–1999 | Chargé d’affaires | [ 9 ] |
| Ann Dismorr             | 1999–2001 | Ambassadör        | |
| Viola Furubjelke        | 2002–2005 | Ambassadör        | Sidoackrediterad från ambassaden i Damaskus.                                                                              |
| Catharina Kipp          | 2005–2008 | Ambassadör        | Sidoackrediterad från ambassaden i Damaskus.                                                                              |
| Niklas Kebbon           | 2008–2015 | Ambassadör        | Sidoackrediterad från ambassaden i Damaskus.                                                                              |
| Diana Janse             | 2015–2015 | Ambassadör        | Normalt sidoackrediterad från ambassaden i Damaskus, dock baserad i Beirut på grund av säkerhetsläget.                    |
| Peter Semneby           | 2015–2017 | Ambassadör        | Normalt sidoackrediterad från ambassaden i Damaskus, dock baserad i Beirut på grund av säkerhetsläget.                    |
| Jörgen Lindström        | 2017–2020 | Ambassadör        | |
| Harriet Pedersen        | 2020–2021 | Ambassadör        | |
| Ann Dismorr             | 2021–idag | Ambassadör        | |